# Ezra Dwight Sanderson
Ezra Dwight Sanderson (* 25. September 1878 in Clio, Michigan; † 27. September 1944 in Ithaca, New York) war ein US-amerikanischer Soziologe und 32. Präsident der American Sociological Association. Sanderson war einer der wegweisenden Vertreter der Agrarsoziologie.
Er studierte Landwirtschaft an der Cornell University und legte in diesem Fach 1898 das Bachelor-Examen ab. Nach Tätigkeiten an verschiedenen landwirtschaftlichen Forschungseinrichtungen wurde er 1904 Dozent für Zoologie am New Hampshire College of Agriculture and the Mechanic Arts. Es folgten weitere Stationen agrarwissenschaftlicher Forschung und Lehre, bis sich Sanderson der Soziologie zuwandte. 1921 wurde er an der University of Chicago zum Ph.D. in Soziologie promoviert. Danach lehrte er bis zu seinem Tode 1944 an der Cornell University als Professor für Agrarsoziologie.
Im Jahr 1942 amtierte Sanderson als Präsident der American Sociological Association.

## Schriften
- The rural community. The natural history of a sociological group. Ginn and Co., Boston 1932.
- Rural community organization. J. Wiley & sons, inc., New York 1939.
- Leadership for Rural Life.  Association press, New York 1940.
- Rural Sociology and Rural Social Organization,  J. Wiley & sons, inc., New York 1942.